# Uznanie ojcostwa
Uznanie ojcostwa – jedno z trzech wyróżnianych w prawie cywilnym rodzajów uznań (obok uznania właściwego i niewłaściwego). Jego skutki mogą być zniweczone ustaleniem bezskuteczności uznania.

## Przesłanki uznania ojcostwa
Kodeks rodzinny i opiekuńczy w art. 72 wskazuje, iż do uznania ojcostwa może dojść, jeżeli:
- nie zachodzi domniemanie, iż ojcem dziecka jest mąż matki (domniemanie takie zachodziłoby, gdyby dziecko urodziło się w czasie trwania małżeństwa albo przed upływem trzystu dni od jego ustania tudzież unieważnienia)
- gdy domniemanie powyższe zostało obalone (do obalenia tegoż domniemania dojść może jedynie wskutek powództwa o zaprzeczenie ojcostwa)[3].

W przypadku zajścia którejkolwiek z dwóch powyższych sytuacji, ustalenie ojcostwa nastąpić może przez uznanie ojcostwa przez ojca albo na mocy orzeczenia sądowego.

## Osoba zdolna do uznania ojcostwa
Oświadczenie konieczne do uznania ojcostwa może złożyć osoba, która ukończyła 16 lat i nie istnieją podstawy do jej całkowitego ubezwłasnowolnienia.
Jeśli osoba składająca oświadczenie nie posiada pełnej zdolności do czynności prawnych, może ona je złożyć tylko przed sądem opiekuńczym.

## Organ właściwy do uznania ojcostwa
Wyróżnić można zasadniczo dwie sytuacje:
- uznanie ma nastąpić na terytorium Rzeczypospolitej Polskiej – wówczas właściwy jest kierownik urzędu stanu cywilnego tudzież sąd opiekuńczy
- uznanie ma nastąpić za granicą i dotyczy dziecka, którego oboje rodzice albo jedno z nich są obywatelami polskimi – wówczas właściwy jest polski konsul lub osoba wyznaczona do wykonywania funkcji konsula[5].

W razie niebezpieczeństwa grożącego bezpośrednio życiu matki dziecka lub mężczyzny, od którego dziecko pochodzi, oświadczenie konieczne do uznania ojcostwa może zostać zaprotokołowane przez notariusza albo złożone do protokołu wobec wójta (burmistrza, prezydenta miasta), starosty, marszałka województwa, sekretarza powiatu albo gminy.

## Ustalenie bezskuteczności uznania ojcostwa
Ustalenia bezskuteczności żądać może dziecko lub mężczyzna, który uznał ojcostwo. Z żądaniem wyjść może także matka. Charakterystyczne jest, że powództwo w tej sprawie wytoczyć może także prokurator, Rzecznik Praw Obywatelskich i Rzecznik Praw Dziecka (odpowiednio: na podstawie art. 86 KRO, art. 14 pkt 4 ustawy o RPO i art. 10 ust. 1 pkt 3 ustawy o RPD). Nie jest jednak dopuszczalne ustalenie bezskuteczności uznania ojcostwa po śmierci dziecka. Ograniczenie to nie występuje, jeśli uznanie ojcostwa nastąpiło po śmierci dziecka, dziecko przed śmiercią wytoczyło powództwo albo jeżeli prokurator, RPO albo RPD wytaczają powództwo po śmierci małoletniego dziecka przed dniem, w którym stałoby się pełnoletnie. W razie śmierci tego dziecka powództwo mogą wytoczyć zstępni. Ani matka, ani uznający ojcostwo mężczyzna nie mogą żądać ustalenia bezskuteczności uznania ojcostwa dziecka pełnoletniego.
1. Ustalenie bezskuteczności na żądanie dziecka:
- dziecko może z tym żądaniem wystąpić, gdy mężczyzna, który uznał jego ojcostwo przed osiągnięciem przez nie pełnoletniości, nie jest ojcem dziecka
- dziecko może żądać ustalenia bezskuteczności uznania dopiero po dojściu do pełnoletniości, jednak nie później niż w ciągu roku po tym (jeżeli dziecko dowiedziało się po osiągnięciu pełnoletności, że nie pochodzi od uznającego ojcostwo mężczyzny, termin biegnie od dnia powzięcia tej wiadomości)
- powództwo winno zostać wytoczone przeciwko mężczyźnie, który ojcostwo uznał i przeciwko matce (gdy matka nie żyje, przeciwko rzeczonemu mężczyźnie; gdy mężczyzna nie żyje, przeciwko kuratorowi ustanowionemu przez sąd opiekuńczy).

2. Ustalenie bezskuteczności na żądanie mężczyzny, który uznał ojcostwo:
- w ciągu roku od daty, w której dowiedział się, że dziecko od niego nie pochodzi; w razie uznania ojcostwa przed urodzeniem się dziecka już poczętego bieg tego terminu nie może rozpocząć się przed urodzeniem się dziecka,
- powództwo powinno zostać wytoczone przeciwko matce i dziecku (gdy matka nie żyje, przeciwko dziecku; gdy dziecko nie żyje, przeciwko kuratorowi ustanowionemu przez sąd opiekuńczy).

3. Ustalenie bezskuteczności na żądanie matki:
- w ciągu roku od daty, w której dowiedziała się, że dziecko nie pochodzi od uznającego ojcostwo mężczyzny; w razie uznania ojcostwa przed urodzeniem się dziecka już poczętego bieg tego terminu nie może rozpocząć się przed urodzeniem się dziecka,
- powództwo powinno zostać wytoczone przeciwko mężczyźnie, który ojcostwo uznał i przeciwko dziecku (gdy mężczyzna nie żyje, przeciwko dziecku; gdy dziecko nie żyje, przeciwko kuratorowi ustanowionemu przez sąd opiekuńczy).

## Inne uwagi dotyczące uznania ojcostwa
- można uznać ojcostwo w przypadku dziecka poczętego, lecz jeszcze nienarodzonego (art. 75 § 1 k.r.o.)[10]
- uznanie ojcostwa nie może nastąpić po osiągnięciu przez dziecko pełnoletności (art. 76 § 1 k.r.o.), można uznać ojcostwo zmarłego dziecka w ciągu roku od dowiedzenia się o jego śmierci, jeżeli do tego czasu nie byłoby pełnoletnie (art. 76 § 2 k.r.o.)[10]
- przepisy o ustaleniu bezskuteczności uznania ojcostwa stosuje się odpowiednio do matki dziecka, która potwierdziła ojcostwo (art. 78 k.r.o.)
- uznanie ojcostwa następuje z dniem urodzenia się dziecka także wtedy, gdy przed przeniesieniem do organizmu kobiety komórek rozrodczych pochodzących od anonimowego dawcy albo zarodka powstałego z komórek rozrodczych pochodzących od anonimowego dawcy albo z dawstwa zarodka mężczyzna oświadczy przed kierownikiem urzędu stanu cywilnego, że będzie ojcem dziecka, które urodzi się w następstwie procedury medycznie wspomaganej prokreacji z zastosowaniem tych komórek albo tego zarodka, a kobieta ta potwierdzi jednocześnie albo w ciągu trzech miesięcy od dnia oświadczenia mężczyzny, że ojcem dziecka będzie ten mężczyzna (art. 751 § 1 k.r.o.)[11]
- w powyższym przypadku ustalenie bezskuteczności uznania ojcostwa jest dopuszczalne jedynie wówczas, gdy dziecko nie urodziło się w następstwie procedury medycznie wspomaganej prokreacji (art. 811 k.r.o.)
- nie można uznać ojcostwa ani ustalić bezskuteczności uznania ojcostwa w razie orzeczenia przysposobienia nierozwiązywalnego (art. 1241 k.r.o.)[12]